# Брезова
Брезова (на словенски: Brezova) е село в Словения, Савински регион, община Целе. Според Националната статистическа служба на Република Словения през 2015 г. селото има 243 жители.